# Buddy, pies na gole
Buddy, pies na gole (ang. Air Bud: World Pup) – kanadyjsko-amerykański film familijny z 2001 roku. Film należy do serii filmów familijnych opowiadających o psie sportowcu.

## Treść
Buddy, utalentowany sportowo pies, rozpoczyna karierę piłkarza. Z pomocą przyjdą mu największe amerykańskie gwiazdy kobiecego futbolu: Brandi Chastain, Briana Scurry i Tisha Venturini.

## Obsada
- Kevin Zegers – Josh Framm
- Martin Ferrero – Snerbert
- Dale Midkiff – dr Patrick Sullivan
- Caitlin Wachs – Andrea Framm
- Chilton Crane – pani Jackie Framm
- Brittany Paige Bouck – Emma Putter
- Shayn Solberg – Tom Stewart
- Miguel Sandoval – trener Montoya
- Chantal Strand – Tammy
- Duncan Regehr – Geoffrey Putter
- Briana Scurry – sama siebie
- Alexander Ludwig – Cameo
- Patrick Crenshaw – szeryf Bob